# Washington Ellsworth Lindsey
Washington Ellsworth Lindsey, född 20 december 1862 i Wayne County, Ohio, död 5 april 1926 i Portales, New Mexico, var en amerikansk politiker (republikan). Han var den tredje guvernören i delstaten New Mexico 1917-1919.
Lindsey arbetade som lärare i Ohio, New York och Illinois. Han avlade 1891 juristexamen vid University of Michigan. Han arbetade i tio år som advokat i Chicago innan han flyttade till New Mexico.
Lindsey valdes 1916 till viceguvernör. Han tillträdde som guvernör i februari 1917 efter att Ezequiel Cabeza De Baca avlidit i ämbetet.